# Национальный заповедник Лас-Викуньяс
Национальный заповедник Лас-Викуньяс — заповедник, расположенный в области Арика-и-Паринакота и провинции Паринакота в Чили. Заповедник расположен южнее Национального парка Лаука и с юга граничит с Природным памятником Салар-де-Сурире, которые совместно формируют Биосферный заповедник Лаука. Главные вершины — Аринтика и Пикинтика.
Эта экосистема высокогорного плато сохраняет дикую высотную природу, включая викунью, по имени которой назван заповедник.
Большая часть заповедника состоит из обширных андских степей, кроме долин рек и горных ручьев, среди которых наиболее значимая река Лаука.